# 水晶头

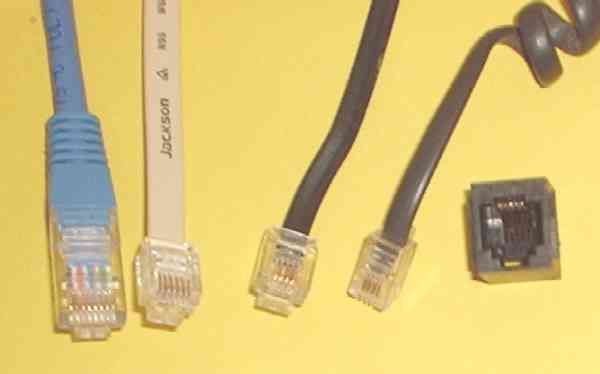
各種規格的水晶頭，左起分別是RJ-45、RJ-11 6針腳、RJ-11 4針腳、RJ-9及RJ-11插座

水晶头（英語：Registered jack，RJ），是一种标准化的电信网络接口。提供声音和数据传输的接口。水晶头首先在美国贝尔系统通用服务订购代码（USOC）系统中定义，在1970年代用于提供由联邦通信委员会（FCC）授权的计算机辅助电话设备。随后它们被编入联邦法规第68部分的47章。
模組連接器是用来取代硬线或更大型的电话插头。模块化连接器的通用术语包括接触位置的数量和连接的导线的数量。
8P8C水晶头作为接口，广泛用於以太网网络。